# Digital Monster D-Project
Digital Monster D-Project (デジタルモンスター ディープロジェクト?, Dejitaru Monsutaa Dii Purojekuto) è un videogioco del franchise Digimon pubblicato da Bandai nel 2002 per WonderSwan Color.

## Modalità di gioco
Digital Monster D-Project è un videogioco di ruolo molto simile ai precedenti videogiochi Digimon per WonderSwan con la differenza che in questo gioco le battaglie possono contenere un massimo di due Digimon per parte.

## Accoglienza
Al momento dell'uscita, i quattro recensori della rivista Famitsū hanno dato un punteggio di 25/40.